# جولین کازابلانکاس
جولین کازابلانکاس (انگلیسی: Julian Casablancas؛ زادهٔ ۲۳ اوت ۱۹۷۸) خواننده، ترانه‌سرا و تهیه‌کنندهٔ موسیقی اهل ایالات متحده آمریکا است. او از سال ۱۹۹۸ میلادی تاکنون مشغول فعالیت بوده و شهرتش بیشتر به‌خاطر خوانندگی در گروه استروکز است. همچنین وی موزیک ویدیو و آهنگ «کراش یک‌هویی» را با همکاری گروه دفت پانک خوانده و اجرا کرده‌است.